# ガラティア人
ガラティア人（ガラティアじん）は、ケルト人の一派で、紀元前3世紀、小アジアにガラティア王国を建設した。その後、たびたびペルガモン王国に侵入するが、紀元前241年に撃退される。
なお、新約聖書のガラテヤの信徒への手紙は、この地域におけるケルト人へのものであるという説も少数ながら存在する。ガラティア語はヒエロニムスによって4世紀後半に確認されていることから、ガラティア人はこの頃まで存続していたと考えられるが、以後の消息は不明であり、後発の民族に同化されたと考えられている。